# Philip Anglim
Philip Charles Anglim (ur. 11 lutego 1952 w San Francisco) – amerykański aktor teatralny, telewizyjny i filmowy, najbardziej znany z roli Josepha Merricka w scenicznej i telewizyjnej wersji Człowiek słoń (The Elephant Man), za którą w 1979 otrzymał nominację dla najlepszego aktora do Tony Award. 

## Życiorys

### Wczesne lata
Urodził się w San Francisco w Kalifornii. Jego matka, Paule Anglim, była pochodzenia francuskiego i żydowskiego, pracowała jako handlarz sztuki w San Francisco, a jego ojciec, katolik pochodzenia irlandzkiego, pracował jako rzecznik patentowy. Wychowywał się w hrabstwie Alameda. Początkowo chciał zostać weterynarzem, ale po tym, jak został poproszony przez jednego ze swoich nauczycieli o udział w sztuce, przeszedł na aktorstwo. W 1973 ukończył studia licencjackie z literatury angielskiej na Uniwersytecie Yale. Następnie spędził rok w Southbury Playhouse w Connecticut.

### Kariera
W 1970 zadebiutował na scenie w roli Rosencrantza w sztuce Toma Stopparda Rosenkrantz i Guildenstern nie żyją (Rosencrantz and Guildenstern Are Dead) w Yale Repertory Theatre w New Haven. Po debiucie filmowym w dramacie sportowym o bokserze Amerykański chłopak (The All-American Boy, 1973) u boku Jona Voighta i Anne Archer, wystąpił na małym ekranie jako Charles Adams II w serialu PBS Kroniki Adamsów (The Adams Chronicles, 1976). 
14 stycznia 1979 zadebiutował na off-Broadwayu w kościele Świętego Piotra w roli Josepha Merricka w przedstawieniu Fredericka Trevesa Człowiek słoń (The Elephant Man) z Kevinem Conwayem i zdobył Drama Desk Award oraz Obie Award. Od 19 kwietnia do 27 października 1979 grał postać Josepha Merricka w Człowieku słoniu na Broadwayu i był nominowany do Tony Award. W 1980 za występ w Człowieku słoniu w Ahmanson Theatre w Los Angeles odebrał Los Angeles Drama Critics Circle Award. W 1981 na Broadwayu wystąpił w tytułowej roli w spektaklu Makbet z udziałem Kelseya Grammera w roli Lennoxa.
Za kreację Josepha Merricka w telewizyjnej wersji ABC Człowieka słonia (1982) z Glenn Close zdobył nominację do nagrody Emmy i Złotego Globu dla najlepszego aktora w miniserialu lub filmie telewizyjnym.
Anglim utrzymuje również hodowlę bydła w Tennessee, a w 1992 założył Fundusz Dziecięcy Hrabstwa Lewis, aby pomóc dzieciom w okolicy.

## Filmografia

### Filmy
- 1982: Makbet (Macbeth, TV) jako Makbet
- 1982: Człowiek słoń (The Elephant Man, TV) jako Joseph Merrick
- 1983: The Horse Dealer's Daughter (film krótkometrażowy) jako
- 1983: Testament jako Ojciec Hollis Mann
- 1987: Malone jako Harvey
- 1988: Nawiedzone lato (Haunted Summer) jako Lord Byron
- 1990: Od środka (The Man Inside) jako Rolf Gruel
- 1991: Milena jako Franz Kafka
- 1993: Curacao (TV) jako Van Vlaanderen
- 1998: Dallas: Wojna Ewingów (Dallas: War of the Ewings, TV) jako Peter Ellington

### Seriale TV
- 1976: The Adams Chronicles jako Charles Adams
- 1983: Ptaki ciernistych jako Dane O’Neill
- 1993-1997: Star Trek: Stacja kosmiczna (Star Trek: Deep Space Nine) jako Vedek Bareil
- 1997: Millennium jako Tom Black